# Beilschmiedia erythrophloia
Beilschmiedia erythrophloia är en lagerväxtart som beskrevs av Bunzo Hayata. Beilschmiedia erythrophloia ingår i släktet Beilschmiedia och familjen lagerväxter. Inga underarter finns listade i Catalogue of Life.